# Saint-Cyprien-de-Napierville
Saint-Cyprien-de-Napierville è un comune del Canada, situato nella provincia del Québec, nella regione di Montérégie.